# スティーブン・アバス
スティーブン・アバス（Stephen Abas、1978年1月12日 - ）は、アメリカ合衆国の男性レスリング選手、総合格闘家。カリフォルニア州サンタアナ出身。ジ・アリーナ所属。アテネオリンピックレスリングフリースタイル55kg級銀メダリスト。

## 来歴
カリフォルニア州モレノバレーのキャニオンスプリングス高等学校からジェームズローガン高等学校を経てカリフォルニア州立大学フレズノ校へ進学。
高校時代から優れた選手でありカリフォルニア州選手権とUSAジュニア選手権をともに3度制し、190勝10敗の成績を残した。
大学ではNCAAディビジョン1で3度王者となり、4年間で144勝4敗、最後の2年は無敗で卒業した。
2003年パンアメリカン競技大会フリースタイル55kg級金メダル獲得、2004年アテネオリンピック フリースタイル55kg級銀メダルを獲得。
2008年のオリンピック選考会決勝戦でヘンリー・セフードと対戦。膝を痛めて出場するが1勝2敗で敗退しレスリングを引退。総合格闘技に転向した。
2010年5月5日、総合格闘技デビュー戦をサム・スティーブンス＝ミロと対戦し、判定勝ち。

## 戦績
| 総合格闘技 戦績 | 総合格闘技 戦績 | 総合格闘技 戦績 | 総合格闘技 戦績 | 総合格闘技 戦績 | 総合格闘技 戦績 | 総合格闘技 戦績 |
| --------------- | --------------- | --------------- | --------------- | --------------- | --------------- | --------------- |
| 3 試合          | (T)KO           | 一本            | 判定            | その他          | 引き分け        | 無効試合        |
| 3 勝            | 1               | 0               | 2               | 0               | 0               | 0               |
| 0 敗            | 0               | 0               | 0               | 0               | 0               | 0               |

| 勝敗 | 対戦相手                   | 試合結果             | 大会名                      | 開催年月日    |
| ○    | クリント・ジローナ         | 3R終了時 TKO（棄権） | Rebel Fighter: Annihilation | 2011年8月13日 |
| ○    | ジョーイ・デ・ラ・クルーズ | 3分3R終了 判定3-0    | TPF 5: Stars and Strikes    | 2010年7月9日  |
| ○    | サム・スティーブンス＝ミロ | 3分3R終了 判定2-0    | TPF 4: Cinco de Mayhem      | 2010年5月5日  |

## 獲得タイトル
- レスリング NCAAディビジョン1 王者（1999年、2001年、2002年）[1]
- パンアメリカン競技大会 レスリング 男子フリースタイル55kg級 優勝（2003年）
- 2004年アテネオリンピック レスリング 男子フリースタイル55kg級 準優勝（2004年）